# Mark Brink
Mark Brink es un deportista estadounidense que compitió en vela en la clase Laser. Ganó una medalla de bronce en el Campeonato Mundial de Laser de 1982.

## Palmarés internacional
| Campeonato Mundial | Campeonato Mundial   | Campeonato Mundial | Campeonato Mundial |
| Año                | Lugar                | Medalla            | Clase              |
| ------------------ | -------------------- | ------------------ | ------------------ |
| 1982               | Porto Cervo (Italia) | Medalla de bronce  | Laser              |